# Marin Kovačić
Marin Kovačić (Split, 14 de octubre de 1943-ibídem, 12 de enero de 2016) fue un futbolista croata que jugaba en la demarcación de centrocampista.

## Biografía
Empezó a formarse como futbolista en el RNK Split. Finalmente, en 1960 a los 17 años de edad, debutó con el primer equipo del HNK Hajduk Split. Jugó en el club un total de siete temporadas, donde llegó a jugar 78 partidos y anotó cinco goles. Además en su última temporada con el equipo ganó la Copa de Yugoslavia, aunque no llegase a disputar la final. Posteriormente jugó para el FC Kärnten, Servette FC Genève, Wiener SC y de nuevo en el FC Kärnten, donde se retiró en 1976. Once años después el HNK Hajduk Split le volvió a contratar, esta vez como entrenador durante una temporada. También entrenó al FC Kärnten —en dos ocasiones—, al NK Mura —con el que ganó la Copa de Eslovenia en 1995—, al NK Primorje y al NK Koper.
Falleció el 12 de enero de 2016 en Split a los 72 años de edad.

## Clubes

### Como futbolista
| Club               | País    | Año       | Partidos | Goles |
| ------------------ | ------- | --------- | -------- | ----- |
| HNK Hajduk Split   | Croacia | 1960-1967 | 78       | 5     |
| FC Kärnten         | Austria | 1967-1968 | 22       | 0     |
| Servette FC Genève | Suiza   | 1968-1969 |          |       |
| Wiener SC          | Austria | 1969-1971 | 49       | 8     |
| FC Kärnten         | Austria | 1972-1976 | 108      | 4     |

### Como entrenador
| Club             | País      | Año       |
| ---------------- | --------- | --------- |
| HNK Hajduk Split | Croacia   | 1987      |
| FC Kärnten       | Austria   | 1990      |
| FC Kärnten       | Austria   | 1992-1993 |
| NK Mura          | Eslovenia | 1994-1995 |
| NK Primorje      | Eslovenia | 1997-1998 |
| NK Koper         | Eslovenia | 1998-1999 |

## Palmarés

### Como futbolista

#### Campeonatos nacionales
| Título             | Club             | País    | Año  |
| ------------------ | ---------------- | ------- | ---- |
| Copa de Yugoslavia | HNK Hajduk Split | Croacia | 1967 |

### Como entrenador

#### Campeonatos nacionales
| Título            | Club    | País      | Año  |
| ----------------- | ------- | --------- | ---- |
| Copa de Eslovenia | NK Mura | Eslovenia | 1995 |